# Земо Нічбісі
Земо Нічбісі (груз. ზემო ნიჩბისი) — село в Грузії.
За даними перепису населення 2014 року в селі проживає 208 осіб.